# モキュメンタリー
モキュメンタリー（英: mockumentary）は、映画やテレビ番組のジャンルの1つで、フィクションを、ドキュメンタリー映像のように見せかけて演出する表現手法である。モキュメンタリーは擬似を意味する「モック」と、「ドキュメンタリー」を合成したかばん語であり、「モックメンタリー」「モック・ドキュメンタリー」ともいう。また、日本における別称の「半自伝」、和製英語の「フェイクドキュメンタリー」「ハーフドキュメンタリー」「セミドキュメンタリー」「ハーフフィクション」「セミフィクション」も用いられる。
この項では、映像のみならず、小説や漫画など他分野のモキュメンタリー作品についても触れる。

## 概要
虚構の物語を、あくまでも事実を伝えるドキュメンタリーとして構成する映像手法である。そのため、ドキュメンタリーの慣例に則って架空のインタビューやニュース映像、関係者の証言などが織り交ぜられてゆく。また、発掘されたビデオ映像という形態で、逆に一切のテレビ的な構成を排する作例もある。内容はコメディからホラー、ポルノ映像までと幅広い。
ジャンルの起源は明らかではない。映像作品以前では1938年にオーソン・ウェルズが手がけたラジオドラマ『宇宙戦争』は、架空のニュース中継という手法を取り、内容を信じた聴取者がパニックを起こしたことで知られる。映画では1950年代にすでに現れている。1977年のテレビドラマ『第三の選択』は、先駆的な例として、しばしば紹介される。1980年代に架空のバンド"スパイナル・タップ"を追った『スパイナル・タップ』の成功で「モキュメンタリー」という用語が有名になった。1990年代には、森で遭難した若者たちの遺したビデオ映像という設定の低予算映画『ブレア・ウィッチ・プロジェクト』が興行収入の面で大きな成功を収めた。
「モキュメンタリー」という言葉は、前述の『スパイナル・タップ』の監督ロブ・ライナーがインタビューで用いた1980年代中頃に大衆化したと考えられている。言葉の確かな初出は分かっていないが 、『オックスフォード英語辞典』には1965年から掲載されている。
2006年にフジテレビ系列で放送されたテレビ番組『緊急結婚特番』はモキュメンタリーであることを隠して放送したため放送倫理・番組向上機構に苦情が殺到した。

## 主な作品

### 映画
- Gメン対間諜 - 1945年のアメリカ映画。ヘンリー・ハサウェイ監督のスパイ映画で、セミドキュメンタリーの先駆けと言われる。FBIの協力を得て、ジョン・エドガー・フーヴァー局長や本物の捜査官が役を演じた。1946年アカデミー賞で、チャールズ G. ブース が原案賞を受賞。
- 人間蒸発 - 1967年の日本映画。今村昌平監督。失踪した婚約者を追う女性を描く。公開当時は真贋はぼやかされている。
- オール・ユー・ニード・イズ・キャッシュ - 1978年のテレビ映画。架空のロックバンド、「ザ・ラトルズ」のメンバーたちを描く。
- 食人族 - 1983年のイタリア映画。ルッジェロ・デオダート監督。きわめてショッキングな内容と真贋論争が話題となり、モキュメンタリー映画の原点的存在となった。日本ではドキュメンタリーとして宣伝された。
- カメレオンマン - 1983年のアメリカ映画。ウディ・アレン監督。アレン自身が扮する架空の人物ゼリグの半生をインタビューや記録映像を中心にドキュメンタリー風に描く。実際の記録映像にアレンの姿を合成したり、実在の心理学者に架空の解説をするなどのフェイクが用いられている。
- スパイナル・タップ - 1984年のアメリカ映画。ロブ・ライナー監督。架空のロックバンド「スパイナル・タップ」のメンバーたちを描く。
- コミック雑誌なんかいらない! - 1986年の日本映画。滝田洋二郎監督。内田裕也が扮する人気芸能リポーターの姿を追う。作中では1985年当時に起こった実際の事件に突撃取材したり、話題になった人物が本人役で登場している。
- ボブ★ロバーツ - 1992年のアメリカ映画。ティム・ロビンスがアメリカ合衆国上院に立候補する政治家を演じた。その模様がテレビの報道番組のように語られる。
- ありふれた事件 - 1992年のベルギー映画。連続殺人犯の犯行に密着したカメラマンの一人称映像としてドキュメンタリー・タッチで描いてゆく作品。
- 光と闇の伝説 コリン・マッケンジー - 1996年のニュージーランド映画。ピーター・ジャクソンとコスタ・ボーテス監督。架空の映画監督コリン・マッケンジーの足跡を追ったドキュメンタリー風作品。
- ブレア・ウィッチ・プロジェクト - 1999年のアメリカ映画。"ブレア・ウィッチ"の伝説を追う学生をドキュメンタリー・タッチで描いた低予算映画。作品をウェブと連動させ、現実の映像と錯覚させる宣伝戦略で大ヒットした。
- ドッグ・ショウ!  - 2000年のアメリカ映画。ドッグ・ショーに賭ける人々を描いたドキュメンタリー番組風の作品。クリストファー・ゲスト監督。
- みんなのうた  - 2003年のアメリカ映画。3組のフォーク・ミュージシャンを追った作品。クリストファー・ゲスト監督。
- フランキー・ワイルドの素晴らしき世界- 2004年のイギリス・カナダ合作映画。聴覚を失ったDJの物語だが、フランキー・ワイルドという人物は実在しない。
- ノロイ - 2005年の日本映画。白石晃士監督。
- ホスピタル - 2005年のアメリカ映画。
- 大統領暗殺 - 2006年のイギリス映画。「当時在任中のジョージ・W・ブッシュ大統領が暗殺された」という架空の事件を描く。日本では「ブッシュ暗殺」としていた当初の邦題が映倫に不許可とされ変更となった事が話題となった。このため、冒頭で「この作品はフィクションであり、登場する実際の組織や人物は全て、本作品の内容とは全く無関係である」とネタバラシする構成となった。
- アルマズ・プロジェクト – 2007年のアメリカの映画。
- パラノーマル・アクティビティ – 2007年のアメリカの映画。ある恋人同士の間に起きる怪現象を描く。オーレン・ペリ監督作品。
- 大日本人 - 2007年の日本映画。松本人志監督。巨大生物を退治する男へのインタビューという設定。
- アホリックス リローデッド - 2008年のアメリカ映画。
- ダイアリー・オブ・ザ・デッド - 2008年のアメリカ映画。ジョージ・A・ロメロ監督。
- クローバーフィールド - 2008年のアメリカ映画。
- LOOK - 2008年のアメリカ映画。
- THE 4TH KIND フォース・カインド – 2009年のアメリカ映画。夫を亡くした心理学者がその死の真相を探り遭遇した事件を、ドキュメンタリーの映像と再現ドラマの映像から描く。事実に基づいた作品であるという宣伝がされていた。
- パラノーマル・エンティティ – 2009年のアメリカ映画（オリジナルビデオ）。ある家の中で起きる怪現象を描く。シェーン・ヴァン・ダイク監督作品。
- 狂々スタント狂想曲 - 2010年の日本映画。スタントマンの仕事場や私生活の裏側を描く。
- 容疑者、ホアキン・フェニックス - 2010年のアメリカ映画。実在の俳優が引退するという内容で、主演のホアキン・フェニックスは映画の内容に合わせて現実でも、そのような言動を行ったため、批判を受けた。
- トロール・ハンター – 2010年のノルウェー映画。ノルウェーの田舎町で熊の密猟事件を取材していたとき、伝説の生き物トロールが出現。学生3人はトロールの衝撃的な生態をカメラに収める。
- シロメ - 2010年の日本映画。白石晃士監督のホラー作品。ももいろクローバー（後のももいろクローバーZ）の映画初出演作。
- バチアタリ暴力人間 - 2010年の日本映画。
- エビデンス 第６地区 - 2011年のアメリカ映画。
- セブン・ナイト・イン・アサイラム - 2011年のアメリカ映画。
- アパートメント:143 – 2011年のスペイン映画。 妻の死を契機に怪現象に悩まされるようになり、精神科医ヘルザーが率いる超心理学科学者チームに調査を依頼する。
- スピーク - 2011年のアメリカ映画。
- アポロ18 - 2011年のアメリカ、カナダ合作映画。隠蔽されていたアポロ18号の記録映像、という体裁で公開された。
- グレイヴ・エンカウンターズ - 2011年のカナダ映画。超常現象を検証する番組「グレイヴ・エンカウンターズ」を描く。
- クロニクル - 2012年のアメリカ映画。突如超能力を手に入れた3人の高校生たちを描く。
- デビル・インサイド - 2012年のアメリカ映画。
- エリア407 絶滅大陸 - 2012年のアメリカ映画。飛行機が乱気流で墜落。生存者たちは暗闇の向こうにいる凶暴な何かに追いかけられながら外界との連絡を試みようとする。
- POV〜呪われたフィルム〜 - 2012年2月18日に公開された日本のホラー映画。
- V/H/Sシリーズ - オムニバス・ホラー作品
  - V/H/S シンドローム - 2012年のアメリカ映画。
  - V/H/S ネクストレベル - 2013年のアメリカ映画。
  - V/H/S ファイナル・インパクト - 2014年のアメリカ映画。
- RE-KILL[リ・キル] 対ゾンビ特殊部隊 - 2013年のアメリカ映画。作中のドキュメンタリーテレビ番組「RE-KILL[リ・キル]」がゾンビと戦う軍隊に命がけの密着取材をする。
- ゴッドタン キス我慢選手権 THE MOVIEシリーズ - 2013年に公開された日本映画（2014年に続編が公開）。
- ジャングル-不滅- ※DVDタイトル：ジャングル サバイバル・ゲーム - 2013年のオーストラリアの映画。
- サクラメント 死の楽園 - 2013年のアメリカ映画（日本では2015年11月28日に公開）。1978年に発生した人民寺院の集団自殺がモデルになっている。
- アンフレンデッド - 2014年のアメリカ映画（日本では2016年7月30日に公開）。全編パソコン上のSNSだけで展開させていく体裁でネットいじめを苦に自殺した少女の呪いが、SNSを通して彼女の幼なじみと友人たちに降りかかるのを描く。
- シェアハウス・ウィズ・ヴァンパイア - 2014年のニュージーランド映画。ヴァンパイアの生態を描く。
- テイキング・オブ・デボラ・ローガン - 2014年のアメリカ映画。アルツハイマー病のおばあちゃん・デボラに密着取材したことで巻き起こる怪現象を描く。
- シークレット・マツシタ　怨霊屋敷 - 2014年のペルー映画(日本では2022年1月21日に公開)。
- パラノイアック - 2015年の日本映画。フリーゲームを実写化した作品。
- search/サーチ - 2018年のアメリカ映画。全編パソコンの画面上で展開されるという体裁で行方不明になった16歳の娘を捜す父親を描く。
- アンフレンデッド: ダークウェブ - 2018年のアメリカ映画。2014年のアメリカ映画『アンフレンデッド』の続編だが、全編パソコン上のSNSだけで展開させていく体裁という点以外共通点は無く、終始PCハッキングや人為的な行為による描写に終始され、サスペンス・スリラーの要素が強い内容となっている。
- 野良人間　獣に育てられた子どもたち - 2018年のメキシコ映画（日本では2021年5月21日に公開）。
- コンジアム - 2018年の韓国映画。世界七大禁足地のひとつ「コンジアム精神病棟」に訪れたYouTuberたちを描く。
- ズーム 見えない参加者 - 2020年のイギリス映画。全編Web会議ツール「Zoom」の画面上で展開されるという体裁で、新型コロナウイルスのパンデミックのためにロックダウン中のイギリスを舞台にZoomを介して交霊会を始めた男女6人に呪いが降りかかるのを描く。
- エキストロ　- 2020年の日本映画。村橋直樹監督。時代劇ドラマの現場で起こる、エキストラをめぐる物語。
- トンソン荘事件の記録 - 2020年の韓国映画(日本では2023年10月27日に公開)。

1992年にトンソン荘で起こった殺人事件の様子が収められたテープ映像。
- 女神の継承 - 2021年のタイ・韓国映画（日本では2022年7月29日に公開）。

- 最強殺し屋伝説国岡 - 2021年の日本映画。京都の殺し屋・国岡に密着する様子を描く。
- マルセル 靴をはいた小さな貝 - 2021年のアメリカ映画。おしゃべりな貝が、SNSで人気になっていく様子を密着取材した話。
- 呪詛 - 2022年の台湾映画。娘にかかった呪いを解こうとする母親を描く。
- 悪魔と夜ふかし - 2023年のアメリカ映画。1970年代に放送されていた人気番組「ナイト・オウルズ」で起こった怪現象を描く。

### ラジオドラマ
- 架空実況放送 - 脚本は西沢実。

### テレビドラマ
- あなたは目撃者/架空実況中継 - 1953年、歴史的事件を実況中継風に再現したTVシリーズ。
- 第三の選択 - 1977年にイギリスのアングリア・テレビジョンがエイプリルフール向けに製作した番組（実際の放送は6月）。アポロ計画以前から月に基地を建設し、米ソが協力して火星移住計画を進めているという陰謀論を、まるで事実であるかのように描いた作品。
- 桃子・井森のイターイお正月!! - 1991年放送。 実在の女性タレントである菊池桃子と井森美幸が何者かに誘拐されたという設定。
- 青春トライ'97 衝撃映像：恐怖のポキノン星人 - 1997年、朝日放送。群馬県で放送されたローカル番組という体裁で、夢を追って努力する群馬県在住の青年を追ううちに、地球に多数潜伏している地球外生命体や果ては人魚やタイムトラベラーを追う話になっていく。川下大洋が、後藤ひろひとに「ニセドキュメンタリーをやろう」と持ち掛け、小演劇の役者たちを集めて製作された。[4]
  - 青春トライ'98 カメラはとらえた!驚異の怪奇現象 ちょろりん小僧の恐怖!/驚愕映像!東西スパイ戦争 - 1998年、朝日放送。前作の続編。長期入院していた女性の社会復帰を取材している最中に写り込んだ青年の正体を探る第一話と、四国から東京に家出してきた少女に取材中、自分はスパイだ告白したことから、日本でのスパイ活動の実態を追う第二話から構成される[5]。
- SMAP×SMAP特別編 香取慎吾 2000年1月31日 - 1999年放送。関西テレビ（フジテレビ系列）製作のドキュメンタリードラマ。香取慎吾が女子高生を人質に山荘に立て籠もったので「緊急報道番組」を放送するという設定。
- The Office - 2001年BBC製作のコメディ番組。ロンドン郊外の冴えない製紙会社で働く人々を描く。後にアメリカ版も製作された。
- Opération Lune - 2002年にフランスのArteが製作したアポロ計画陰謀論を描いた作品。実際の発言を編集する事により「政府要人による証言」を捏造している。
- Konspiration 58 - 2002年にスウェーデン・テレビが製作したテレビ映画。1958 FIFAワールドカップは実際、スウェーデン国内で開催しなかったという設定である。
- 放送禁止 - フジテレビとイーストが制作し2003年から放送。「ある事情で放送禁止となったVTRを再編集し放送する」という設定のドラマ。
- 行列のできる刑事 - 2008年9月23日に放映された、「世にも奇妙な物語 秋の特別編」のうちの1話。
- ぜんぶウソ - 2009年に放送されていた日本テレビ製作のバラエティ番組。
- タイムスクープハンター - 2009年から2015年にNHKのEテレで放送されていたドキュメンタリー・ドラマ風歴史教養番組。未来から来た「時空ジャーナリスト」が時を遡って取材する「密着ドキュメント」という設定で、さまざまな時代の日本社会を題材に、実在する史料などから知られる庶民の生き様や風俗などの一端を、いわゆるモキュメンタリーの手法を用いてリアルなドラマ仕立てで再現してみせる。
- 私のホストちゃん〜しちにんのホスト〜 - テレビ朝日、メディアミックス・ジャパン制作。架空のホストクラブ『バニラ』での出来事を放送する。一部実在するホストや元カリスマホストのドキュメンタリーもある。
- 豆腐姉妹 - 吉高由里子主演。吉高家の3姉妹という設定の物語で、三女・由里子は本人の日常に密着したというドキュメントスタイルで進行した。
- 俺たちに明日はある - フジテレビ系列局製作。2014年7月26日に『武器はテレビ。SMAP×FNS27時間テレビ』内で放送。解散という噂が流れたSMAPへの密着取材という設定。
- 山田孝之の東京都北区赤羽 - 2015年、テレビ東京系。原作漫画の愛読者である山田孝之の赤羽での生活に密着したドキュメンタリー風ドラマ。
- She (テレビドラマ) - 2015年、フジテレビ系『土ドラ』（25分バージョン第1弾）として制作。学校で起きた殺人事件の謎をドキュメントタッチで綴るという設定。
- ウルトラマンX - 2015年、テレビ東京系。第16話「激撮!Xio密着24時」
- その「おこだわり」、私にもくれよ!! - 2016年、テレビ東京系。原作をもとにした松岡茉優と伊藤沙莉のバラエティー番組、という設定のフェイクドキュメンタリー。
- 山田孝之のカンヌ映画祭 - 2017年、テレビ東京系。カンヌ映画祭に出品する映画製作を目指す山田孝之と山下敦弘の取り組みに密着したフェイクドキュメンタリー。
- さすらい温泉♨遠藤憲一 - 2019年、テレビ東京系。遠藤憲一が俳優をやめて派遣の仲居になるという設定。関係者や遠藤本人へのインタビューが挿入される。
- #blackAF - 2020年放送のアメリアのテレビドラマシリーズ。
- Aマッソのがんばれ奥様ッソ! - 2021年、BSテレ東。
- TAROMAN 岡本太郎式特撮活劇 - 2022年、NHK。1972年に放送された特撮ドラマが2022年に再放送されたという設定。
- テレビ放送開始69年 このテープもってないですか? - 2022年、BSテレ東。
- City Lives - 2023年、フジテレビ。第２話から徐々に普通のドラマにシフトしていく構成になっている。
- SIX HACK - 2023年、テレビ東京。全6回予定を3回で打ち切り、YouTubeで番組検証動画を公開した。
- TXQ FICTION - 2024年 - 、テレビ東京。モキュメンタリー番組を不定期放送するプロジェクト群。
- カチッと！ - 2024年12月29日、東海テレビ。

### 漫画
- ちびまる子ちゃん
- ひまわりっ 〜健一レジェンド〜
- AKB49〜恋愛禁止条例〜
- 裏バイト:逃亡禁止
- モキュメンタリーズ - 百名哲とハルタによってシリーズ連載された。
- 誰も懲りない - 2014年にテレビ情報誌『テレビブロス』（東京ニュース通信社）で開催された漫画賞企画「ブロスコミックアワード」では、「どうにかしろよ! 胸クソ部門」の第1位に選ばれた[6]。
- セックス依存症になりました。 - 著者の津島隆太の半生をもとに製作。
- 愛と呪い - 著者のふみふみこの半生をもとに製作。
- 元風俗嬢が金持ち妻になりました - 奏羽穂香のノンフィクション小説『元風俗嬢が金持ち妻になりました』を原作にし、マンガボックスとやぎかつみによってコミカライズされている。
- 汚部屋そだちの東大生 - 著者のハミ山クリニカの半生をもとに製作。
- 私だけ年を取っているみたいだ。 ヤングケアラーの再生日記 - ヤングケアラーの当事者達の実体験をもとにし、水谷緑によって制作。

### その他
- 石黒達昌の小説「平成3年5月2日、後天性免疫不全症候群にて急逝された明寺伸彦博士、並びに……」（芥川賞候補作。ハネネズミという空想上の動物をノンフィクション風、横書き、表や写真入りで描くという斬新なスタイルを用いた）
- マイケル・クライトンの小説「アンドロメダ病原体」（この小説は「科学的な危機を正確かつ客観的に記録した報告書」という体裁で成り立っており、学術的あるいは理論的な世界観、国家的危機の際に発動される政治・軍事プログラムの厳格性を前面に出し、架空の科学理論（宇宙線の影響下での成層圏における驚異的な生命進化など）／写真／図（電算機出力のダイアグラムや軍事通信フォーマット、血液の分析結果）などの具体的資料を駆使して表現されている。）
- 川口浩探検隊
- 東スポ
- 伊集院光 - 落語家の三遊亭楽大として活動していた時期に「ギャグオペラ歌手の伊集院光」の名義を騙ってラジオ番組に出演し、架空の実体験を述べたりオペラギャグを披露していた。
- ジャルジャルのドキュメント『愛の言葉ツッコミの会に密着する奴』
- ロバート秋山のクリエイターズ・ファイル - YouTubeで配信されている動画及び書店で配布されているフリーペーパーHontoの連載記事。秋山竜次（ロバート）が様々な職業の人物に扮しインタビューを受ける。
- 人間の証 - 映画監督の三浦大輔が人間の本性をあぶり出すフェイクドキュメンタリー。
- 樹海の奥地にある、少し不思議な村で1週間生活してみた。 - YouTuberのだいにぐるーぷによる作品。主演は西尾知之で脚本はリーダーの岩田涼太である。
- フェイク・ドキュメンタリーQ　- YouTube作品。地上波で放送されなかったファウンド・フッテージもののシリーズ。
- 森香澄の全部嘘テレビ
- 変な家
- 日本人とユダヤ人
- R-1王者友田オレ特番 歌い続けて42年風間和彦1時間SP - 友田オレがR-1グランプリで披露したコントに登場する架空の演歌歌手「風間和彦」が出演したトーク番組という体裁を取っている番組。